# De peur que les ténèbres
De peur que les ténèbres (titre original Lest Darkness Fall) est un roman de science-fiction uchronique écrite en 1939 par Lyon Sprague de Camp. La première édition française, traduite de l'anglais par Christian Meistermann, paraît chez l'éditeur belge Marabout dans la collection « Science fiction » no 405 en 1972. Puis suivront une réédition chez les Nouvelles Éditions Oswald dans la collection « Fantastique/SF/Aventure » no 70 en 1983 et une autre chez Les Belles Lettres dans la collection « Le Cabinet noir » no 28 en 1999. Le titre, traduit littéralement de l'anglais Lest darkness fall semble être tiré de l'évangile selon saint Jean.
Le livre est souvent considéré comme l'un des meilleurs exemples d'uchronies; du moins fut-il l'un des plus influents. Devenu rapidement un classique aux États-Unis, il a été recommandé par l'American Booksellers Association comme devant figurer parmi les meilleurs livres de science-fiction. L'auteur d'uchronies Harry Turtledove déclara que l'ouvrage avait éveillé chez lui l'intérêt pour le genre aussi bien que le désir d'étudier l'histoire byzantine.

## Résumé
Un archéologue américain Martin Padway visite le Panthéon à Rome en 1938 lorsqu'un éclair le frappe, le projetant dans la Rome du VIe siècle (535 apr. J.-C.).
La période où Padway arrive est l'une des plus sombres : l'Italie est dirigée par les Ostrogoths, après la disparition de   l'Empire romain d'Occident, mais qui règnent de manière plutôt libérale, accordant par exemple la liberté de culte.  
Padway est tout d'abord déconcerté, penchant tantôt pour un rêve, tantôt pour une hallucination. Il accepte néanmoins rapidement la réalité et se résout à survivre dans cet âge. Il décide en premier lieu de vendre du brandy de son cru pour vivre, en convainquant pour ce faire Thomasus le Syrien, un banquier, qui lui apporte les fonds nécessaires à son activité.
Mais Martin Padway continue et développe la comptabilité, l'imprimerie, sort un journal, et construit une ligne de communications utilisant des sémaphores. Pourtant ses efforts pour créer une montre mécanique, de la poudre noire et un canon sont des échecs. Malgré ses espoirs en la technologie et les sciences, il s'implique de plus en plus dans la politique du royaume alors que l'Italie est envahie par les Impériaux et menacée au sud et à l'est.
Padway sauve le roi déchu Thiudahad (connu des historiens sous le nom de Théodat) et devient son questeur. Il utilise l'appui du roi pour rassembler des troupes et défaire le général byzantin Bélisaire puis, trompant l'armée dalmate, rétablit le sénile Thiudahad en emprisonnant le  roi autoproclamé Witiges (connu des historiens sous le nom de Vitigès), le gardant comme otage. En 537, quand Witiges est tué et Thiudahad déclaré fou, Padway fait monter sur le trône son protégé Urias, le mariant avec Mathaswentha pour devenir roi des Ostrogoths. Il piège aussi Justinien, dégageant Bélisaire de son serment d'allégeance envers lui, et enrôle rapidement ce génie militaire afin de mener une armée contre les Francs.
Le débarquement de l'armée impériale à Vibo et la rébellion menée par le fils de Thiudahad menacent le royaume Ostrogoth dont l'armée est détruite dans la vallée de Crathis. Padway rassemble alors de nouvelles forces, proclame l'émancipation des serfs italiens et rappelle auprès de lui Bélisaire. Les armées s'affrontent près de Calatia puis de Benevento. En dépit de l'indiscipline notoire des forces ostrogothes, quelques simples tours tactiques et l'arrivée à pic de Bélisaire assurent la victoire à Padway.
À la fin du roman, Padway a stabilisé avec succès le royaume italo-gothique, introduit une Constitution, arrangé la fin du servage, libéré les Burgondes, prépare une expédition transatlantique et est entré en négociations avec le royaume Wisigoth dans la péninsule Ibérique. L'Europe ne fera pas l'expérience de l'Âge sombre grâce à l'action de Padway : les ténèbres sont conjurées.

## Personnages principaux
- Martin Padway (ou Martinus Paduei) - Archéologue américain transporté de la Rome de 1938 à son équivalent de 535.
- Thomasus le Syrien - Banquier et confident de Padway faisant souvent référence à son « ami Dieu »
- Fritharik - Ancien noble Vandale, qui devient garde du corps et homme de main de Padway.
- Thiudahad - Roi des Ostrogoths et des Italiens déchu et remplacé par Vitigès, mais ramené par l'influence de Padway.
- Urias - Neveu de Vitigès et allié de Padway. Il devient roi après que Thiudahad est déclaré inapte à l'exercice du pouvoir.
- Thiudegiskel - Fils de Thiudahad.
- Mathaswentha - Fille d'Amalswentha (Amalasonte) et liaison temporaire de Padway, lequel la marie finalement avec Urias.
- Bélisaire - Général de l'Empire romain d'Orient. Après la rupture de son allégeance, il rejoint l'armée ostrogothe.

## Thème
Le thème du voyage dans le temps dans l'Antiquité romaine lors de la visite d'un site archéologique est déjà le thème de la nouvelle fantastique Arria Marcella (1852) de Théophile Gautier.

## Critiques
On pourrait voir dans De peur que les ténèbres une expression de l'impérialisme américain car en projetant le personnage principal dans le passé, cet Américain type à la recherche de brandy et de tabac, c'est non seulement la technologie du XXe siècle que l'auteur transporte, mais aussi la mentalité occidentale, qu'elle soit brillante (abolition de l'esclavage, refus du meurtre, etc.) ou moins noble (sens des affaires, publicité, etc.). Le but poursuivi est ainsi de « conjurer les ténèbres » que constitue le Moyen Âge pour l'historien des technologies qu'est Sprague de Camp. Néanmoins l'intérêt du livre réside plus dans la démonstration qu'effectue l'auteur en imaginant la genèse d'inventions futures en ces temps troubles et peu enclins au progrès technique. Cela est rendu possible par la simplicité des innovations, qui rend plausible leur introduction anachronique et donne sa force au roman.